# Omloop Het Volk 1964
L'Omloop Het Volk 1964, diciannovesima edizione della corsa, fu disputato il 29 febbraio 1964 per un percorso di 194 km. Fu vinto dal belga Frans Melckenbeeck.

## Ordine d'arrivo (Top 10)
| Pos. | Corridore          | Squadra      | Tempo    |
| ---- | ------------------ | ------------ | -------- |
| 1    | Frans Melckenbeeck | Mercier      | 4h34'00" |
| 2    | Arthur De Cabooter | Solo-Superia | s.t.     |
| 3    | Yvo Molenaers      | Wiel's       | s.t.     |
| 4    | Frans Aerenhouts   | Mercier      | s.t.     |
| 5    | Gilbert Maes       | Dr. Mann     | s.t.     |
| 6    | Lode Trombeeckx    | Dr. Mann     | s.t.     |
| 7    | Joseph Bosmans     | Solo-Superia | s.t.     |
| 8    | Edward Sels        | Solo-Superia | s.t.     |
| 9    | Guillaume Demaer   | Dr. Mann     | s.t.     |
| 10   | Willy Van Driesche | Mercier      | s.t.     |